# Campus de Saint-Serge
Le Campus Saint-Serge est un campus universitaire d'Angers situé à proximité du centre-ville dans le quartier de Saint-Serge.
Il regroupe les composantes d'économie, de droit et de tourisme de l'université d'Angers.

## Composition

### Établissements
Enseignements de l'Université d'Angers :
- UFR de droit, d'économie et de gestion
  - grâce à un accord l'université propose une formation en licence professionnelle des métiers du Notariat hébergée pour partie dans les locaux de l'Institut national des formations notariales site d'Angers
- UFR Ingénierie du tourisme, du bâtiment et des services dont :
  - IMIS (Ingénierie de la maintenance et de la sécurité dans les bâtiments)
  - ESTHUA (école de tourisme et d'hôtellerie)
- Centre universitaire de formation continue (CUFCO)

Depuis 2009, l'Institut Confucius des Pays de la Loire est installé sur le campus.

### Équipements
Université d'Angers :
- Restaurant universitaire La Gabare
- Bibliothèque universitaire Saint-Serge
- Présidence de l'université d'Angers
- Espace culturel de l'université d'Angers

Plusieurs résidences universitaires sont présentes sur le campus dont une cité universitaire internationale réservée aux chercheurs et étudiants étrangers de passage à l'université.

### Accès
Deux stations de la ligne A du tramway d'Angers :
- Saint-Serge Université
- Berges de Maine

## Galerie

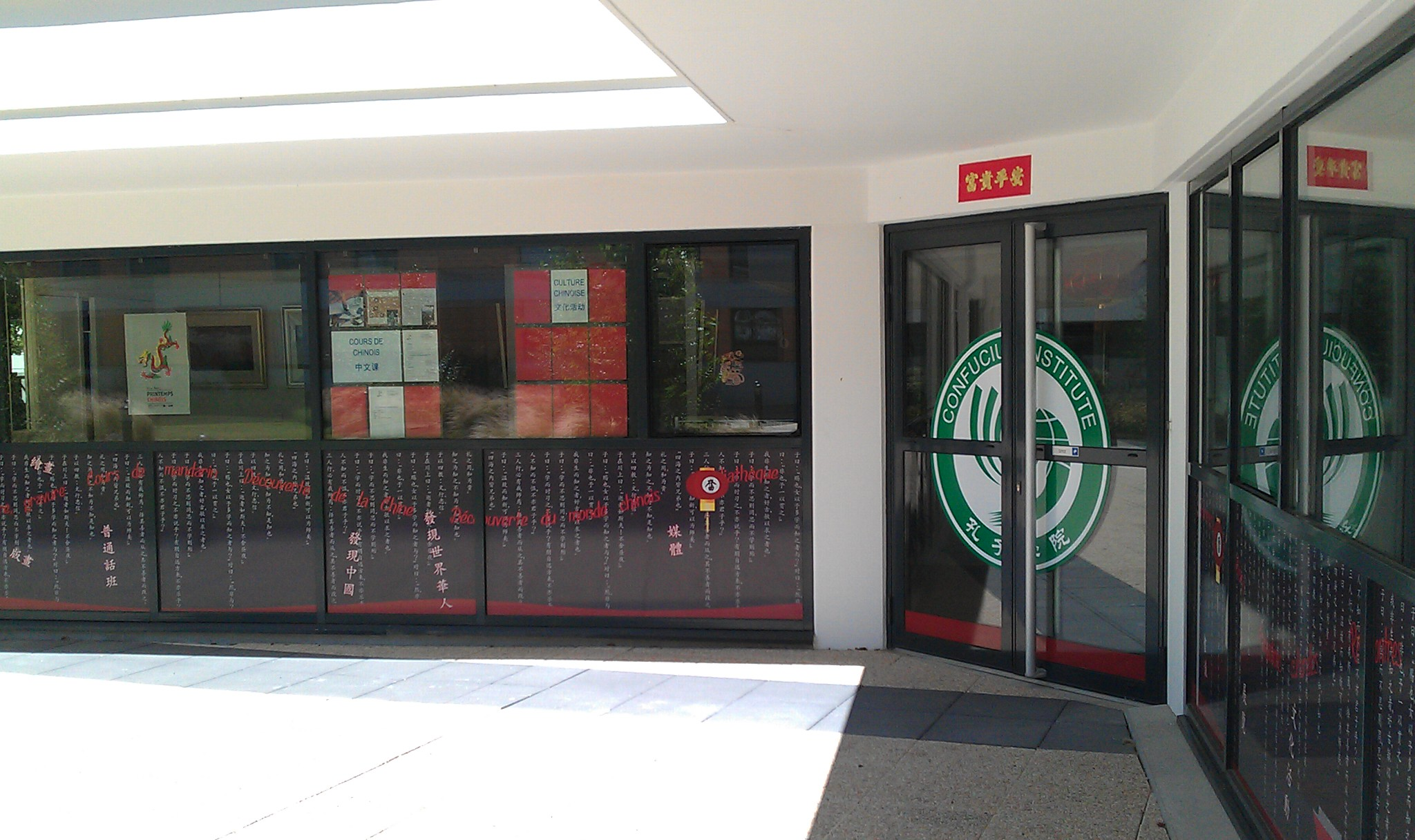
Institut Confucius des Pays de la Loire
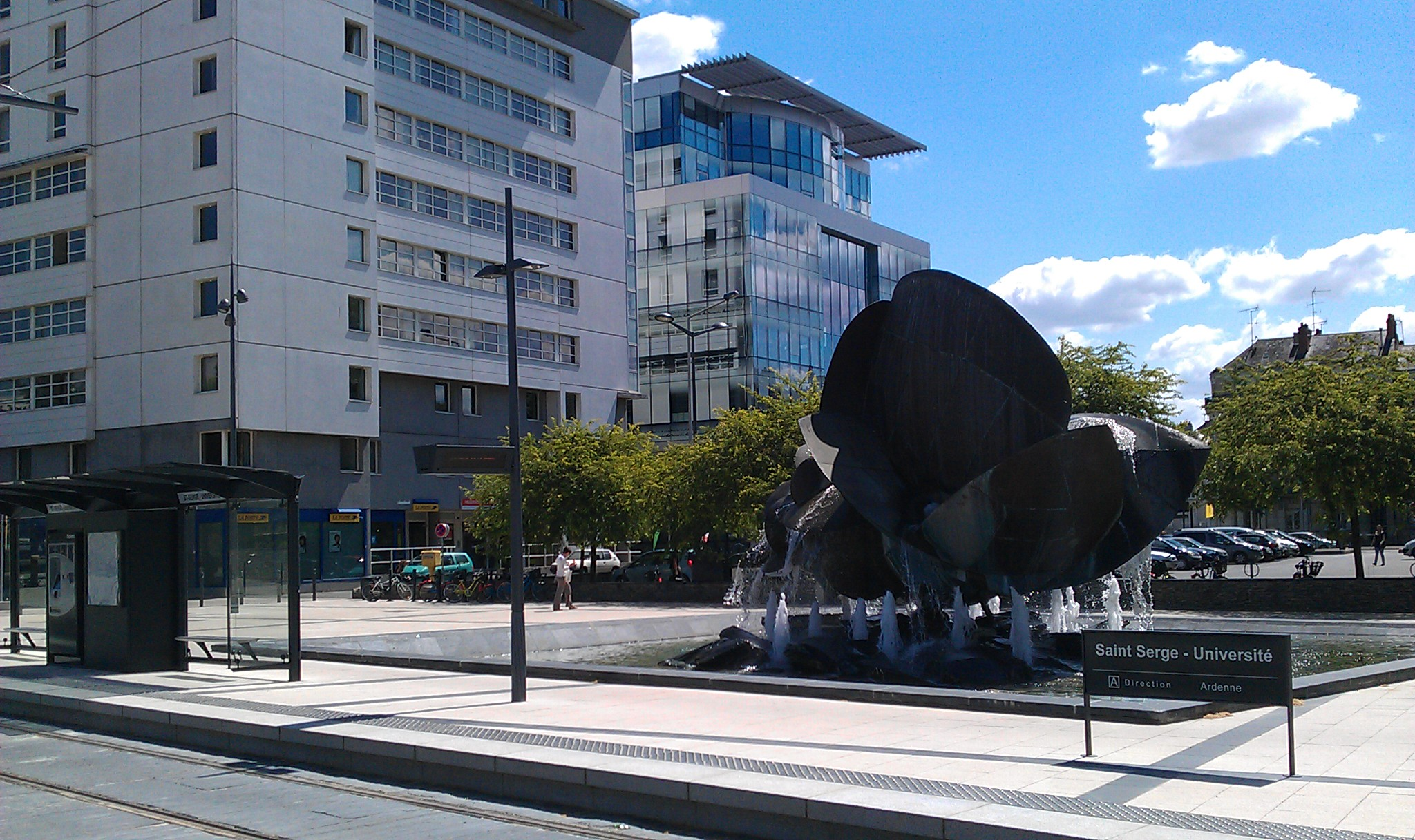
Station Saint-Serge Université du tramway d'Angers
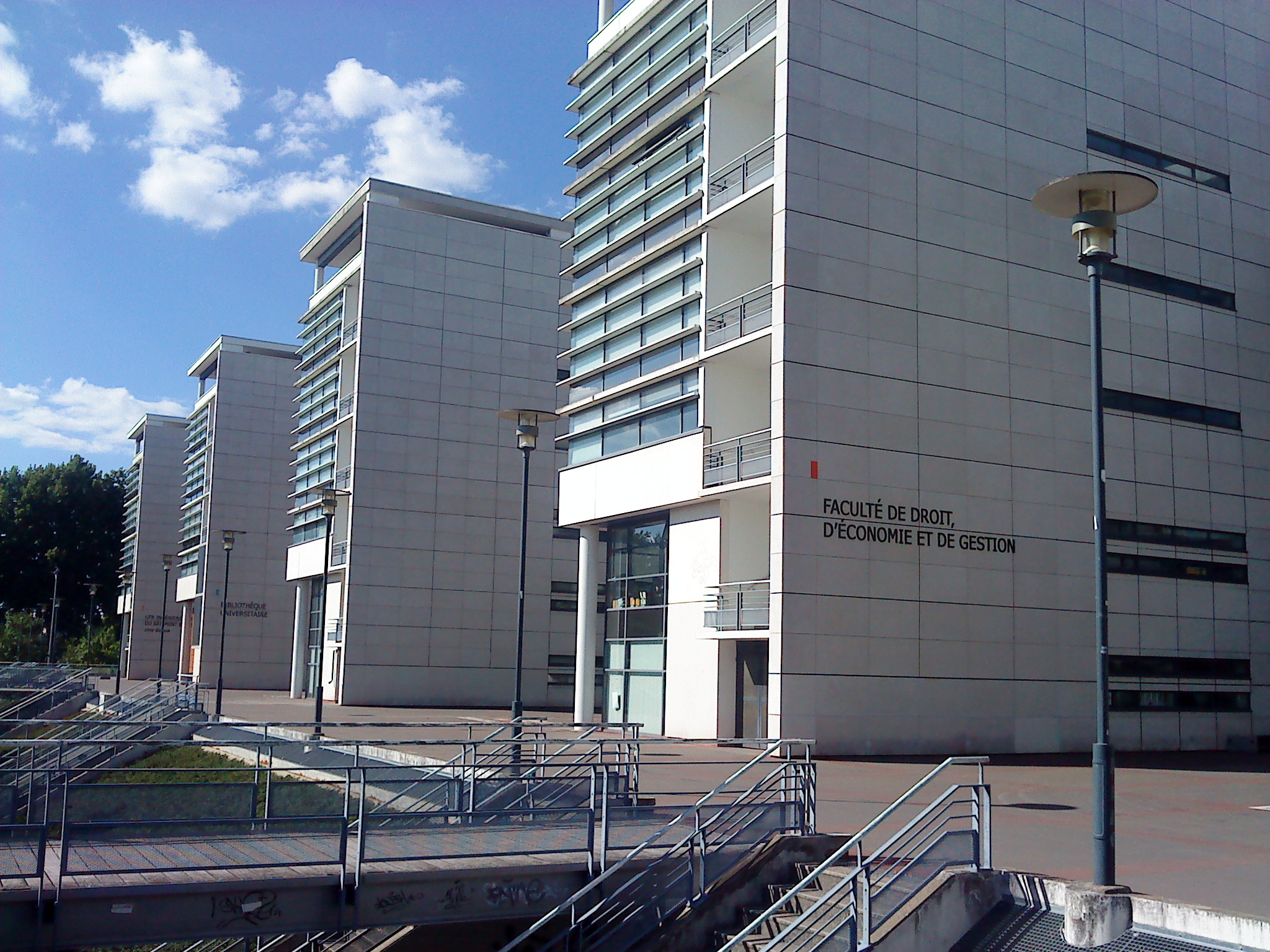
UFR d'économie
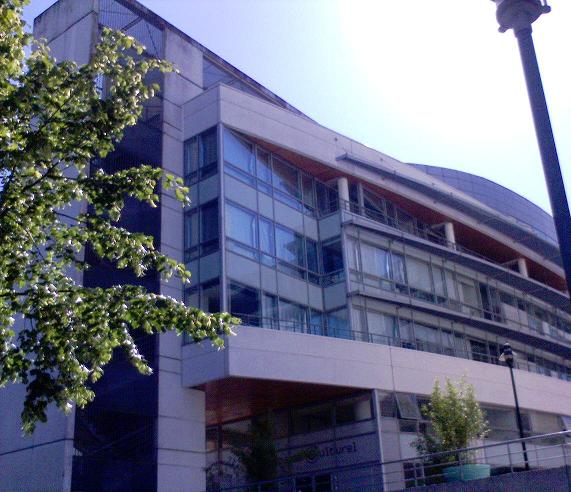
Présidence de l'université d'Angers